# Quartiers de Luxembourg
À Luxembourg-Ville, les vingt-quatre quartiers (en luxembourgeois : Quartierën et en allemand : Stadtteile) constituent le niveau le plus fin de l'administration publique de la capitale.

Les 24 quartiers de la ville.

## Liste des quartiers
| Quartiers                     | Population au 31 décembre 2023 | Superficie (ha) | Plan |
| ----------------------------- | ------------------------------ | --------------- | ---- |
| Beggen                        | 3954                           | 170,91          |      |
| Belair                        | 12815                          | 171,80          |      |
| Bonnevoie-Nord / Verlorenkost | 4680                           | 67,76           |      |
| Bonnevoie-Sud                 | 13345                          | 239,21          |      |
| Cents                         | 6416                           | 173,10          |      |
| Cessange                      | 5067                           | 657,83          |      |
| Clausen                       | 1056                           | 36,06           |      |
| Dommeldange                   | 2951                           | 235,56          |      |
| Eich                          | 2956                           | 63,18           |      |
| Gare                          | 11513                          | 105,26          |      |
| Gasperich                     | 10113                          | 445,14          |      |
| Grund                         | 1008                           | 30,03           |      |
| Hamm                          | 1569                           | 407,62          |      |
| Hollerich                     | 7834                           | 160,01          |      |
| Kirchberg                     | 9714                           | 336,84          |      |
| Limpertsberg                  | 11434                          | 157,07          |      |
| Merl                          | 6441                           | 242,81          |      |
| Mühlenbach                    | 2482                           | 311,13          |      |
| Neudorf/Weimershof            |                                | 248,93          |      |
| Pfaffenthal                   | 1330                           | 37,52           |      |
| Pulvermühl                    | 393                            | 24,82           |      |
| Rollingergrund / Belair-Nord  | 4724                           | 633,87          |      |
| Ville-Haute                   | 3509                           | 105,90          |      |
| Weimerskirch                  | 2431                           | 110,51          |      |